# Vijnanakaya
Vijnanakaya´um dos sete textos do abidarma Sarvastivada. "Vijnanakaya" significa "grupos de consciência". Foi composto por Devasharman (de acordo com ambas as versões chinesa e sânscrita), com a tradução para o chinês feita por Xuanzang: T26, No. 1539, 阿毘達磨識身足論, 提婆設摩阿羅漢造, 三藏法師玄奘奉　詔譯, em 16 fascículos.
Este é o primeiro texto abidarma que não é atribuído a um discípulo direto do Buda, mas escrito cerca de cem anos depois do parinirvana do Buda, de acordo com o discípulo de Xuanzang, Puguang. Yinshun entretanto chega à conclusão de que foi escrito por volta do século I d.C. e foi influenciado pelo Jnanaprasthana, apesar de diferir em diversos aspectos. Com relação a isso, ele assemelha o texto ao Prakaranapada, que também é uma posição diferente sobre a Sarvastivada como um todo.
Este é um estimado texto Sarvastivada, onde a Sarvastivada é defendida contra objeções dos Vibhajyavada, nas primeiras seis seções. É aqui que a teoria de Sarvastivada, a existência de todos os darmas através do passado, presente e futuro é apresentada pela primeira vez. Interessantemente, a questão só é suscitada quando Mogaliputa Tissa faz a alegação padrão da Vibhajyavāda, “darmas passados e futuros não existem, apenas darmas presentes e não-condicionados existem”. O Vijñāna-kāya possui quatro principais teses para refutar isto: 
1. A impossibilidade de duas chittas simultâneas;
2. A impossibilidade de carma e vipaka serem simultâneos;
3. Que vijnana surge apenas com um objeto; e
4. Realizações não estão necessariamente presentes.